# 単純ヘルペスウイルス
単純ヘルペスウイルス（たんじゅんヘルペスウイルス、Herpes simplex virus）とはウイルスの一つ。

## 種類
DNAウイルスのヘルペスウイルスの一種。
1型と2型とがある。

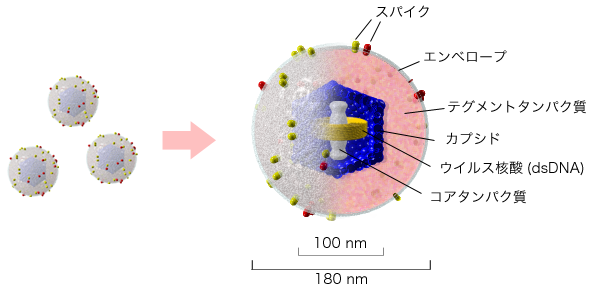
単純ヘルペスウイルスの構造

- 単純ヘルペスウイルス1型（Herpes simplex virus type 1 (HSV-1)):学名：Human herpesvirus 1 (HHV-1)
- 単純ヘルペスウイルス2型（Herpes simplex virus type 2 (HSV-2)):学名：Human herpesvirus 2 (HHV-2)

150 kbpのゲノム全長を持ち、80種類以上の遺伝子をコードしている。宿主の細胞膜を自身のエンベロープとして保有し、その内側にテグメントタンパク質、さらに内側にカプシド、カプシド内にウイルスDNAが詰め込まれている。成熟粒子は100〜150 nm（1ナノメートル=1ミリメートルの100万分の1）の大きなウイルスである。
皮膚や粘膜を介してヒトに感染したウイルスは、エンベロープを宿主細胞膜と融合 (fusion) させることで細胞に侵入する。細胞内にはテグメント (tegument) およびヌクレオカプシド (nucleocapsid) が放出される。核内でウイルスタンパク質合成、DNA合成が進み子供ウイルスが作られ、最終的に細胞外へと脱出する。ここでまた隣の細胞に感染することもある。
ウイルスは神経にそって上行し、脊髄神経節や三叉神経節や仙髄神経節に潜伏感染する。
潜伏感染時にウイルスDNAやタンパク質は合成されず、LAT (latency associated transcript (en)) とよばれる転写産物だけが検出される。

## 臨床像
- HSV-1は主に口唇ヘルペスを生じ、ヘルペス口内炎、ヘルペス角膜炎、単純ヘルペス脳炎の原因となりうるとともに三叉神経節に潜伏感染する。
- HSV-2は主に性器ヘルペス、新生児ヘルペス、ヘルペス髄膜炎、ヘルペス脊髄炎の原因となりうるとともに仙髄の脊髄神経節に潜伏感染する。
- 一般的にHSV-1は性器ヘルペスを起こさないと思われているが、実際はHSV-2同様原因となりうる。性習慣の変遷とともに必ずしもHSV-1が口、HSV-2が性器といった完全な棲み分けは成り立たない。
- 初感染したHSVは局所にて病巣を生じたのち、または不顕性感染のまま上記の神経節に潜伏感染する。免疫低下時や免疫抑制剤などの投薬時に再活性化され局所に痛みを水疱、びらんなどの症状を伴って現れることがある。これらの水疱を採取してトリパンブルー溶液などで染色、顕微鏡下で観察するとballooning-cellと呼ばれる巨細胞をしばしば認める。
- 再発性が高く、同じ場所に病巣が再発することが多い。
- ヘルペス瘭疽（ひょうそ）：手指などに単純疱疹が多発し、相当な痛みを伴う。看護師などの医療従事者、重傷のアトピー性皮膚炎の患者に起こることがある。
- ヘルペス後神経痛：ウイルスの頻繁な再発で、感染した部位を中心に広範囲な神経痛（痛み、痺れ、疼痛）が後遺症として残ることがある。
- HSV-1は、頭頸部や中枢神経系のほかにも、肺や肝臓で感染症を引き起こすことがある[2]。

## 疫学
単純ヘルペスはヘルペスウイルスによる感染症であり、一旦感染すると現代の医学では完全に根絶することができず、そのため一生涯、神経節に寄生し続け、体調の悪化や紫外線、寒冷刺激、ストレスなどによって体の免疫力が低下したとき、単純ヘルペスのウイルスが増殖。神経節から神経繊維をとおって同じ場所で発症し、不愉快な症状を起こすことになる。調査によると日本人では60歳を超えると80%以上、推定では800万人以上が陽性、つまり寄生感染している状態といわれている。

## 治療
- ヘルペスウイルスなので、アシクロビルが有効。神経節内の潜伏感染しているウイルスに対して、アシクロビルは無効である。アシクロビルは、ウイルスのDNA複製を特異的に阻害するため、感染細胞内増殖中のウイルスに対してのみ効く。よって、再発を繰り返す。
- 角膜への感染には、イドクスウリジン (IDU) を点眼する。
- アメリカ合衆国では、再発性ヘルペスウイルス感染者に対し、毎日アシクロビルやバラシクロビルを52週間（1年）ほど服用させることで、その後の再活性化を抑える治療（再発抑制療法）が認可されている。
- 日本でも、再発性ヘルペスウイルスに対し、毎日アシクロビルやバラシクロビルを1年ほど服用させることで、その後の再活性化を抑える治療が、2006年9月より認可されている。
- ヘルペスウイルスの頻繁な再発による後遺症として、残った神経痛を和らげるためには長期間の治療が必要となる。神経痛を和らげるための治療法については、各製薬会社や医療機関により、現在も研究開発が進められている。世界では2002年に、アメリカ合衆国でイギリス系製薬会社による女性対象に、単純ヘルペスワクチン候補薬の治験が実施される。現在も米国および英国で、単純ヘルペスワクチンおよび局所感染予防薬や完治薬の研究開発中である。日本での研究では、東京大学や大阪大学で単純ヘルペス感染の仕組みが解明され、完治に向けた新しい治療法や感染予防法の開発に活かされている。最近の研究成果により、東京大学で薬剤ML-7により、単純ヘルペス感染予防の動物実験に成功している。